# Rhynchospora candida
Rhynchospora candida är en halvgräsart som först beskrevs av Christian Gottfried Daniel Nees von Esenbeck, och fick sitt nu gällande namn av Johann Otto Boeckeler. Rhynchospora candida ingår i släktet småag, och familjen halvgräs. Inga underarter finns listade i Catalogue of Life.